# اری کیکوچی
اری کیکوچی (انگلیسی: Eri Kikuchi؛ زاده ۵ آوریل ۱۹۶۵) یک بازیگر پورنوگرافی اهل ژاپن است.